# Pierre-Alain Hubert
Pour les articles homonymes, voir Hubert.
Pierre-Alain Hubert est un artiste plasticien français né en 1944 à Chatou.

## Biographie
- 1960-1964 École supérieure des arts appliqués Paris
- 1964-1967 École normale supérieure de Cachan CAPES
- 1968 Massachusetts Institute of Technology Center for visuel avanced studies  Cambridge (États-Unis)

Pierre-Alain Hubert, engageant, au début des années 1970, un itinéraire d’artiste-plasticien a rapidement fait le choix d’une œuvre liant arts plastiques et arts populaires : les feux d’artifice.
Il a donné, à cette activité, un sens personnel où arts plastiques, scénographie et artifices créent un évènement pour un lieu, pour  une date.
" Je cherchais un moyen pour communiquer. C’est alors que j’ai compris que le feu d’artifice réunissait tous les paramètres que je cherchais à assembler. Il est gratuit, démocratique et s’adresse à un large public qui peut en faire plusieurs lectures à plusieurs niveaux ; c’est véritablement de la culture populaire. Je conçois le feu d’artifice comme l’un des Beaux-Arts " .
Son œuvre nomade l’a conduit partout à travers le monde, réalisant ses pyrotechnies en Chine comme aux États-Unis ou en Amérique Latine. Au fil des années, les projets sont devenus plus imposants jusqu’aux mille vélos artifices de Pékin.